# Démétrios Ier Poliorcète
Pour les articles homonymes, voir Démétrios.
Ne doit pas être confondu avec Démétrios Ier (roi séleucide) ou Démétrios Ier (roi de Bactriane).
Démétrios Ier (en grec ancien Δημήτριος Αʹ) ou Démétrios Poliorcète (Δημήτριος ὁ Πολιορκητής / Dêmếtrios hο Poliorkêtếs : le « Preneur de villes »), né vers 336 et mort en 283 av. J.-C. à Apamée, est un général macédonien appartenant à la dynastie des Antigonides, et roi de Macédoine régnant de 294 à 288 av. J.-C., ainsi que roi d'Asie de 306 à 301 av. J.-C.
Fils d'Antigone le Borgne et grand commandant militaire, ses ambitions impériales se heurtent à plusieurs coalitions des Diadoques et des Épigones entreprises pour entraver son expansion. Il s'illustre notamment en écrasant la flotte lagide à la bataille de Salamine et en s'emparant de Chypre ; il est aussi l'une des rares figures historiques à avoir conquis Athènes plusieurs fois. Il se distingue particulièrement dans le domaine de la poliorcétique, et bien que tous ses sièges ne soient pas des succès, à l'instar du siège de Rhodes, il imprime sa marque sur l'histoire militaire, notamment par l'usage important de machines de siège et l'instauration de procédés logistiques efficaces pour soutenir des sièges à des échelles beaucoup plus importantes qu'auparavant. Après deux décennies de conflits incessants, en 285 av. J.-C., il est finalement vaincu par Séleucos Ier, ce qui mène à son abdication et au partage de la Macédoine. Il peut être considéré comme l'un des principaux Épigones, les héritiers des Diadoques.

## Biographie

### Origines et personnalité
La destinée de Démétrios est bien connue grâce aux Vies parallèles de Plutarque qui met en comparaison Démétrios avec Marc-Antoine, ce qui témoigne de la renommée du personnage dans l'Antiquité. Démétrios serait le fils aîné d'Antigone le Borgne et de son épouse Stratonice ; il a pour frère cadet Philippe. Mais Plutarque spécule sur le fait que Démétrios puisse être un neveu d'Antigone que celui-ci aurait adopté après s'être marié avec la veuve de son frère. Il est né au moment où débutent les conquêtes d'Alexandre le Grand. Il aurait passé son enfance à la cour d'Antigone, satrape de Grande-Phrygie depuis 333 av. J.-C. et aurait résidé à Kelainai. Il est décrit comme ayant une « posture héroïque », ce qui signifierait qu'il est de grande taille. Après le partage de l'empire à Babylone, en 323, Antigone, hostile à Perdiccas, se réfugie auprès d'Antipater, régent de Macédoine. Afin de sceller cette alliance renouvelée par les accords de Triparadisos, Démétrios épouse en 321 la fille d'Antipater, Phila, veuve de Cratère.
Démétrios est le personnage central de la période allant de la bataille d'Ipsos (301), où meurt son père, à celle de Couroupédion (281) qui marque la fin des Diadoques et le temps des Épigones (« héritiers »). Ce sont bien ses multiples expéditions militaires qui déterminent l'action de ses adversaires. Mais Démétrios occupe, davantage qu'il ne domine, la période, car son ambition est desservie par un défaut de constance et de prudence. Il remporte de grandes victoires, surtout sur mer ou lors de sièges ; mais il est aussi, par sa fougue, à l'origine de désastres décisifs dans de grandes batailles rangées, comme à Gaza ou à Ipsos. Prompt à profiter de la moindre occasion pour accroître ses possessions, il ne conçoit pas de plan à long terme et manque d'objectifs clairement définis, comme son père a pu en avoir. Il est réputé pour être un séducteur (ses conquêtes féminines sont célèbres dans l'Antiquité), un amateur de vin et un grand guerrier. Il sait se montrer généreux avec ses amis et magnanime avec ses ennemis, mais il témoigne d'un orgueil qui l'empêche de fidéliser ses soutiens. Cette vie romanesque, remplie d'actions d'éclat et de brusques retours de fortune, se termine sans gloire dans une oisive captivité.

### Durant les guerres des Diadoques

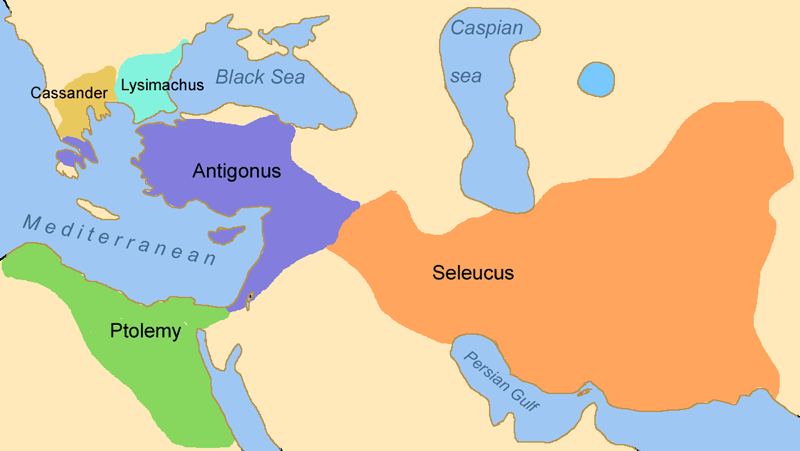
Les royaumes des Diadoques vers 311 av. J.-C.

#### Premier général d'Antigone
Durant les guerres des Diadoques, Démétrios apporte une aide considérable à Antigone le Borgne dans ses campagnes pour la suprématie impériale. Sa participation, à l'âge de 20 ans, à la bataille de Gabiène en 316 av. J.-C., et très probablement à celle de Paraitacène, est attestée aux côtés de son père, au sein de la cavalerie placée sur l'aile droite. Puis, alors qu'Antigone occupe la Babylonie aux dépens de Séleucos après sa victoire contre Eumène de Cardia, Démétrios reçoit son premier véritable commandement en 315 : il est chargé de défendre la Syrie contre Ptolémée. Il possède dans son état-major des personnalités de premier plan comme Hiéronymos de Cardia, le futur historien des Diadoques. Mais en raison de sa fougue inconsidérée (il ne parvient pas à contrôler la poursuite de sa cavalerie), il est vaincu à la bataille de Gaza en 312 par Ptolémée et Séleucos. Mais après la bataille il parvient à réorganiser ses troupes ; et au printemps 311, près du village de Myus en Phénicie, il remporte une victoire complète sur Cilles, un général de Ptolémée, ce qui lui permet de reprendre les territoires perdus en Phénicie et en Syrie.
Il parvient également à rétablir la situation l'année suivante en Carie. Après une courte trêve, il se lance dans la guerre babylonienne (310) contre Séleucos mais n'arrive pas à garder le contrôle de Babylone face à l'insurrection de ses partisans. Son père échoue lui aussi en Babylonie, brisant le rêve d'une hégémonie sur les satrapies orientales.

#### Démétrios en Grèce
Entre 310 et 309 av. J.-C., Ptolémée mène une campagne victorieuse en Cilicie et dans plusieurs îles Égéennes. La réaction d'Antigone est immédiate et Démétrios reprend l'initiative en Asie Mineure. Vers 308, Antigone profite de ce que Séleucos est occupé à la frontière orientale de son empire, pour tourner ses ambitions sur ce qui reste son objectif primordial, la Grèce et la Macédoine. Antigone fait donc armer une nouvelle flotte. Démétrios entre dans Athènes en 307. et en chasse l'oligarque Démétrios de Phalère qui gouverne la cité au nom de Cassandre, allié de Ptolémée. Diogène Laërce mentionne que Démétrios a voulu faire exécuter le poète comique Ménandre, partisan de l'oligarchie, mais que celui-ci a été sauvé par l'intervention de Télesphore, neveu d'Antigone.
Démétrios annonce sa volonté de rendre la liberté aux Grecs, conformément à la politique entamée par Antigone depuis la proclamation de Tyr en 315. À partir de 307, Démétrios et Antigone jouissent d'un culte héroïque de la part des Athéniens et deux nouvelles tribus sont créées pour les honorer ; ce qui montre la volonté de la cité de trouver de nouveaux protecteurs.
Cette situation en Grèce est inacceptable pour Ptolémée, à qui la puissance nouvelle d'Antigone apparaît comme une menace pour son projet de thalassocratie. Aussi arme-t-il une flotte en vue d'attaquer la Syrie. Démétrios est alors rappelé par son père sans avoir pu prendre Corinthe ni Sicyone. Démétrios, secondé par Médios de Larissa, fait voile vers Chypre et détruit la flotte de Ptolémée au large de l'île à la bataille de Salamine en 306. Le Lagide abandonne Chypre pour 10 ans et la maîtrise des mers à Antigone.

#### Roi d'Asie

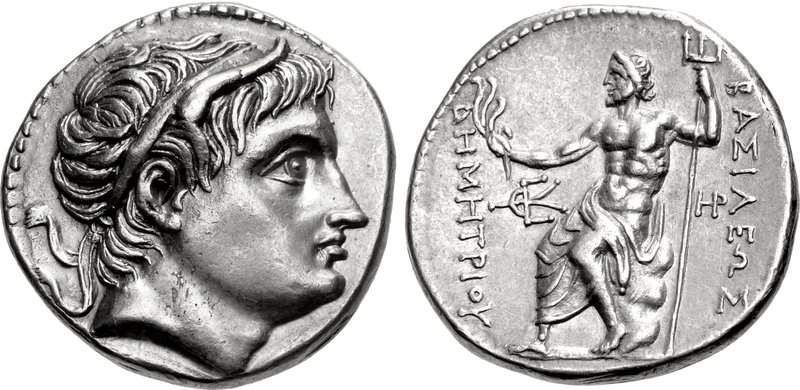
Monnaie à l'effigie de Démétrios, avec à l'avers Démétrios portant un diadème, au revers Poséidon armé d'un trident et l'inscription, « Roi Démétrios ».

À la suite de cette victoire navale à Salamine de Chypre, Antigone prend en 306 av. J.-C. le titre de roi (basileus) d'Asie en 306. Il accorde à Démétrios la même dignité, se posant ainsi comme l'héritier d'Alexandre le Grand en fondant une nouvelle dynastie royale.
Les autres Diadoques que sont Ptolémée, Séleucos, Cassandre et Lysimaque réagissent en adoptant successivement le titre royal à partir de 305. Il s'agit bien pour eux de s'opposer aux prétentions impériales d'Antigone et de son fils mais aussi d'assurer la légitimité de leur pouvoir. La prise du titre royal ne vise que les Macédoniens et les Grecs car vis-à-vis des autres peuples, les Diadoques se comportent comme des souverains dès le début de la conquête. La conséquence la plus directe est d'assurer en droit le démembrement définitif de l'empire d'Alexandre. Il s'agit là de l'acte de naissance des monarchies hellénistiques.
Pour consacrer la victoire de Salamine de Chypre, Démétrios, comme son père, a frappé des monnaies d'argent, ou tétradrachmes, dont quelques-unes sont encore conservées de nos jours. Le roi Démétrios occupe la place divine tandis qu'au revers on lit ΒΑΣΙΛΕΩΣ ΔΗΜΗΤΡΙΟΥ (Basiléos Démétriou : « du roi Démétrios »). On peut trouver au revers deux types idéologiques distincts :
- une statue de Poséidon portant un trident qui montre que Démétrios en est l'élu ;
- une proue de vaisseau avec, installée sur une plate-forme, la Victoire ailée soufflant dans une trompette.

Cette représentation d'une Victoire ailée à la proue d’un navire a fait penser que Démétrios aurait pu édifier la statue de la Victoire de Samothrace en commémoration de sa victoire navale sur Ptolémée. La Victoire de Samothrace a en effet été découverte en 1863 en plusieurs morceaux sur l'île de Samothrace. Le buste et le corps ont permis d'identifier une représentation de Niké. En 1875, une nouvelle mission archéologique fouille de nouveau le site. On identifie alors les blocs de marbre trouvés à proximité comme la proue d'un navire servant de base à la statue, représentation qui se retrouve donc sur les tétradrachmes frappés par Démétrios. La statue est alors restituée selon ce modèle, c'est-à-dire avec une trompette à la main. À ce stade, la statue est attribuée à un sculpteur de la fin du IVe siècle av. J.-C. ou du début du IIIe siècle av. J.-C., par exemple un élève de Scopas qui a travaillé à Samothrace. Cependant, Samothrace est alors sous le contrôle de Lysimaque, ennemi de Démétrios : il paraît peu probable que ce dernier ait pu y dédier un tel monument. Les hypothèses modernes accréditent désormais une date de construction plus tardive (IIe siècle av. J.-C.).

#### Siège de Rhodes et campagnes en Grèce

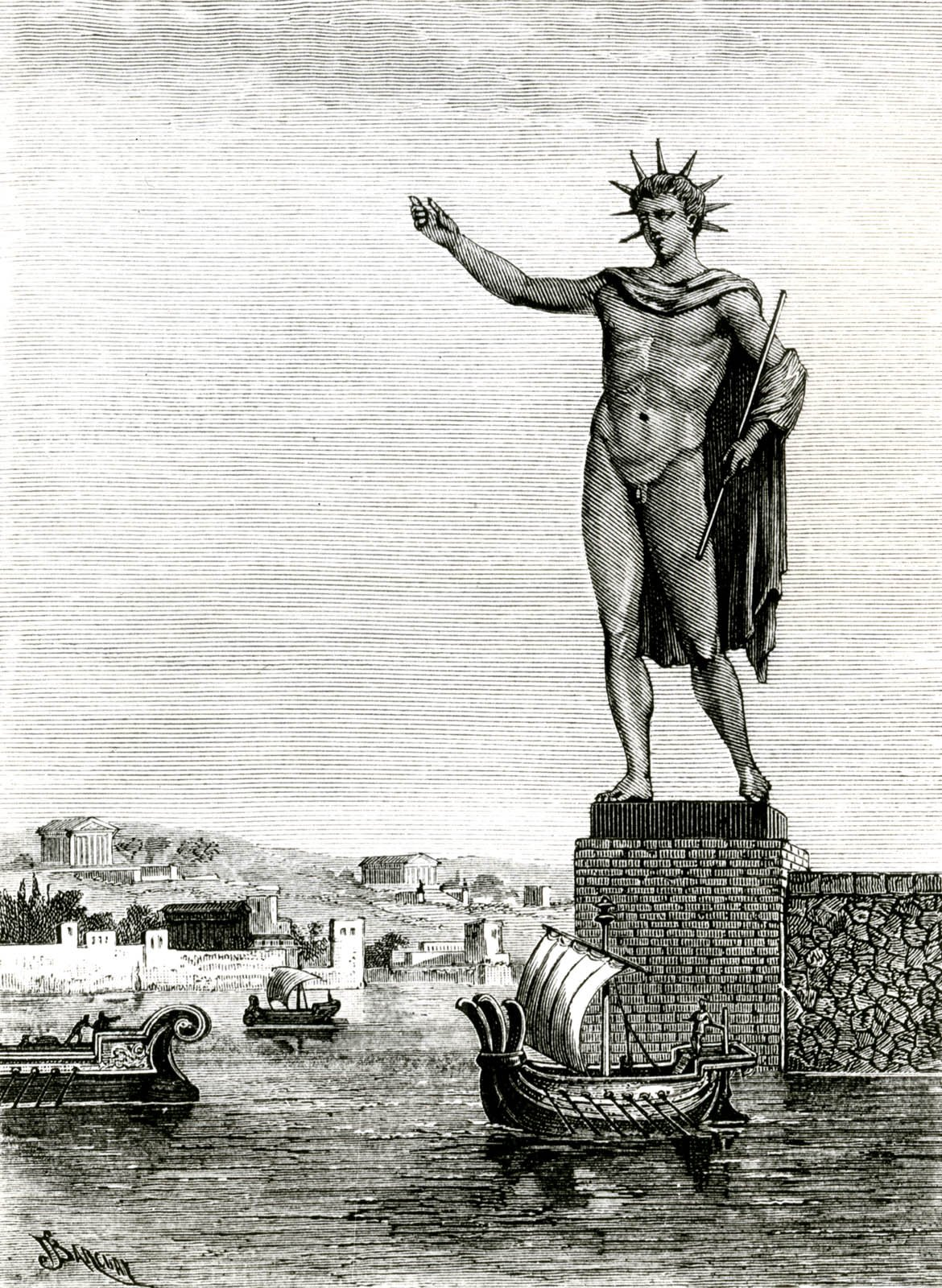
Rhodes et son Colosse d'après une gravure du XIXe siècle.

Ptolémée ayant abandonné la maîtrise des mers, Antigone met sur pied une armée et une flotte considérable, dont il confie le commandement à Démétrios, pour attaquer l'Égypte. L'opération d'Antigone est cependant un échec. Dans le même temps, en 305 av. J.-C., Démétrios essaye de réduire Rhodes qui penche du côté de Ptolémée. Le siège de Rhodes, qui a tant frappé les contemporains, dure une année. Il s'achève en 304 quand, après une résistance obstinée des assiégés, Démétrios est obligé de conclure un traité de paix dans les meilleures conditions qu'il peut obtenir. Il y gagne son surnom de Poliorcète (« Preneur de ville ») car il utilise les engins de siège les plus perfectionnés de son temps, dont les fameuses hélépoles.
En 304, Cassandre et ses alliés, qui assiègent Athènes depuis 307, menacent à nouveau l'Attique. Démétrios débarque alors en Béotie et s'empare de Chalcis. Puis il repousse Cassandre au nord des Thermopyles après avoir remporté une grande victoire. Démétrios reçoit également la soumission de la Béotie et de la Phocide. Soucieux de conserver l'alliance athénienne, il livre à la cité les places fortes de Phylé, Salamine et Panacton. Lors de son séjour à Athènes, il heurte l'opinion publique par son comportement : installé au Parthénon dans la maison des vierges, il cohabite avec des courtisanes et se présente comme le « frère » de la déesse Athéna. En vue de permettre son initiation aux mystères d'Éleusis sans attendre les délais théoriques, le calendrier est bouleversé en 303 afin de faire se succéder les mois plus rapidement.
Entre 304 et 302, Démétrios entreprend la conquête du Péloponnèse. Il s'empare d'abord de Sicyone qu'il refonde par synœcisme ; puis il occupe Corinthe, seule Mantinée restant fidèle à Cassandre. En 302, il reconstitue avec son père la Ligue de Corinthe. Dirigée principalement contre Cassandre, elle regroupe de nouveau la plupart des cités grecques à l'exception de Sparte, de la Messénie et de la Thessalie.

#### Conséquences de la bataille d'Ipsos
Les Diadoques ne peuvent laisser Démétrios mettre la main sur la Grèce et conforter les ambitions impériales d'Antigone. Aussi dès 304 av. J.-C. des tractations aboutissent à une ultime coalition. Démétrios est appelé en 302 pour faire face au débarquement de Lysimaque en Phrygie hellespontique alors que la coalition cherche à surprendre Antigone en Asie Mineure. Démétrios envahit la Thessalie au printemps 302 en contournant les Thermopyles avec sa flotte. Il conclut rapidement une trêve avec Cassandre puis passe en Asie où il débarque à Éphèse à l'automne 302. Dès le départ de Démétrios, Cassandre s'est empressé de rétablir son autorité en Thessalie et en Phocide ; il renverse par ailleurs Pyrrhus, roi d'Épire, alors allié de Démétrios.
L'arrivée de Démétrios en Asie met Lysimaque en difficulté. De plus, les renforts envoyés par Cassandre sous le commandement de son propre frère Pleistarchos sont vaincus par Démétrios. Aussi Lysimaque se retire afin d'attendre l'arrivée de Séleucos qui hiverne en Cappadoce. L'arrivée de ce dernier avec environ 500 éléphants bouleverse complètement le rapport de force, même si Ptolémée n'a pas joint ses troupes.
Antigone et Démétrios réunissent leurs forces en Phrygie ; mais ils sont vaincus par Séleucos et Lysimaque en 301 à la bataille d'Ipsos, l'une des plus importantes de l'époque hellénistique. Antigone ayant trouvé la mort, Démétrios rejoint sa flotte encore puissante à Ephèse avant de lancer une campagne contre Lysimaque en Chersonèse de Thrace,. Il profite ensuite d'une entrevue amicale avec Séleucos en Syrie pour lui offrir la main de sa fille Stratonice. Il est ensuite abandonné par une grande partie de ses alliés forcés, dont Athènes qui lui ferme ses portes. Il ne conserve alors que Mégare et Corinthe, quelques places fortes en Phénicie et surtout une flotte puissante.

### Roi de Macédoine

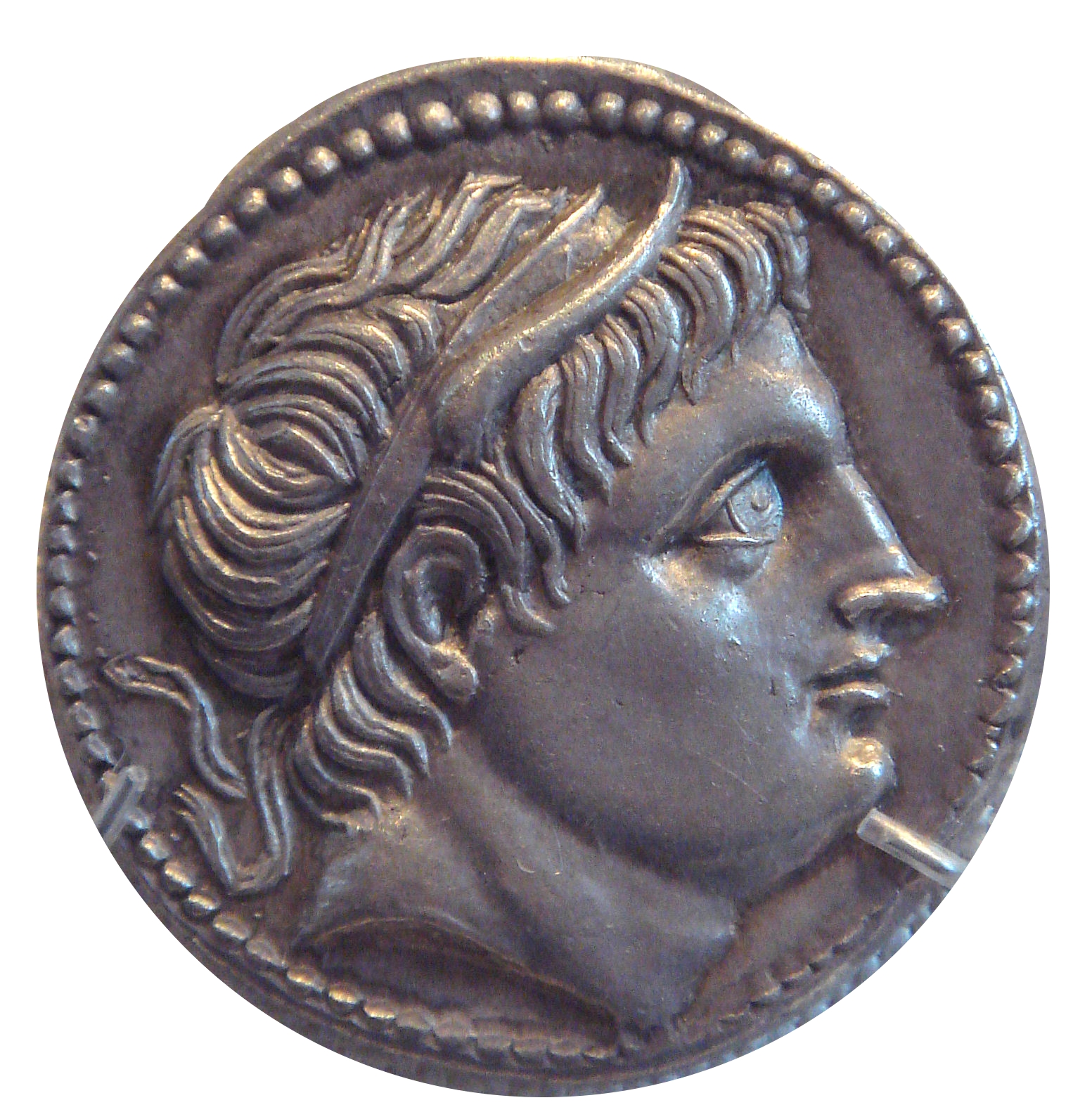
Monnaie à l'effigie de Démétrios, Metropolitan Museum of Art.

#### Démétrios reprend l'offensive
La coalition contre Antigone ne perdure pas. Ptolémée et Séleucos se disputent notamment la Cœlé-Syrie. Séleucos choisit alors de s’allier à Démétrios ; fort de cette nouvelle alliance, ce dernier s’empare de la Cilicie, alors aux mains de Pleistarchos, un frère de Cassandre. Cassandre joue les médiateurs et offre la Cilicie à Démétrios en échange de l’assurance qu'il n'envahisse pas la Grèce.
Après la mort de Cassandre en 297 av. J.-C., Démétrios reprend l'offensive en Grèce continentale, notamment contre Sparte, ralliée à Ptolémée, et Thèbes. Il assiège victorieusement Athènes en 294. Il fonde à cette époque une nouvelle cité (considérée comme l'une de ses plus grandes réussites), Démétrias, le long du golfe Pagasétique.
À l'issue de querelles dynastiques entre les fils de Cassandre, il fait assassiner Alexandre V en 294 ; il prend sa succession comme roi de Macédoine après acclamation de l'armée macédonienne. Il ménage une entente avec Lysimaque, car il a besoin des forces du roi de Thrace dans la lutte contre les Gètes (ou Daces) qui menacent les frontières septentrionales du royaume. Il maintient également l'alliance avec Pyrrhus.
Maître de la Macédoine, de la Thessalie, d’une grande partie du Péloponnèse et des cités de Mégare et d’Athènes, Démétrios continue de s'opposer à Thèbes qui s'est alliée avec Sparte dans le refus de la domination macédonienne. En 293, il prend Thèbes sans difficulté et applique des mesures modérées envers la cité qui reçoit tout de même une garnison, installée dans la Cadmée. Il désigne l'historien Hiéronymos de Cardia, autrefois au service de son père, gouverneur (harmoste) de Béotie.
Lorsque Lysimaque tombe vers 292 entre les mains des Gètes, Démétrios en profite pour envahir la Thrace ; mais l'expédition est de courte durée car Thèbes en tire avantage pour se révolter. Son fils Antigone Gonatas mène la répression contre les Béotiens tandis que Démétrios revient en toute hâte entreprendre un second siège de Thèbes, cette fois-ci plus ardu. Dans le même temps, Pyrrhus brise l'entente avec Démétrios et s’avance jusqu’aux Thermopyles depuis la Thessalie ; Démétrios laisse son fils continuer le siège et marche contre lui. Pyrrhus prend la fuite sans oser combattre Démétrios qui laisse d'importantes forces en Thessalie et retourne faire le siège de Thèbes. Il utilise une hélépole pour percer les défenses de la cité mais les Thébains opposent avec une grande résistance ; Démétrios est gravement atteint d'un javelot qui lui perce le cou. Mais cette blessure ne l'empêche pas de se rendre maître de Thèbes pour la seconde fois vers 291.

#### Guerre contre Pyrrhus

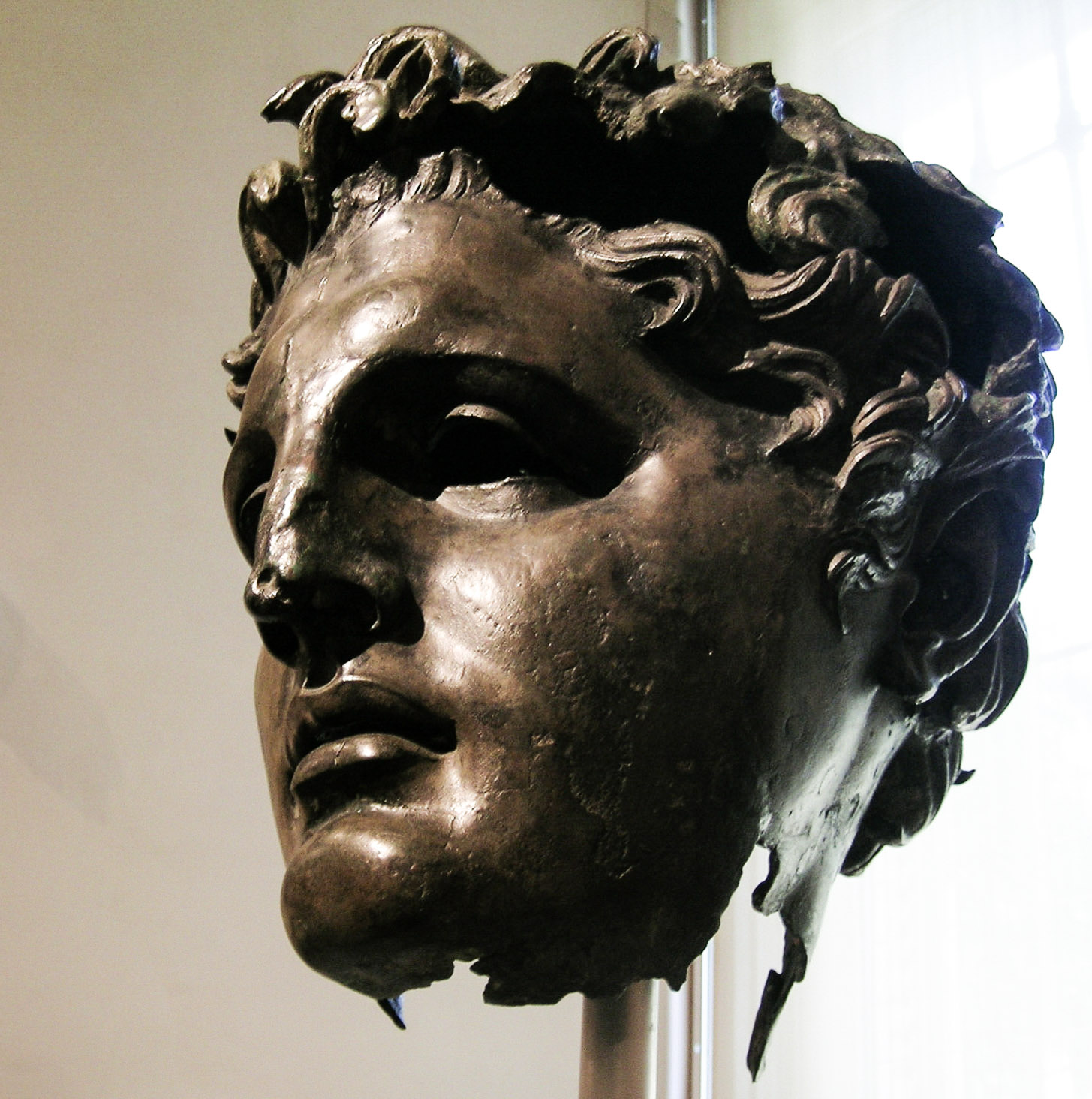
Buste en bronze de la fin représentant peut-être Démétrios, musée du Prado.

À cette époque arrive la célébration des jeux pythiques ; mais les Étoliens, hostiles à Démétrios, occupent les défilés qui mènent au sanctuaire de Delphes. Le roi de Macédoine fait à cette occasion une exception en célébrant les jeux pythiques à Athènes. En 290 av. J.-C., Démétrios reçoit à sa cour en Macédoine une délégation d'Agathocle de Syracuse et met au point une alliance contre Pyrrhus ; il établit en outre des contacts diplomatiques avec la République romaine. Une fois les jeux pythiques terminés, il retourne en Macédoine et lance l’offensive contre les Étoliens. Puis il marche contre Pyrrhus ; il ravage l’Épire tandis que son lieutenant, Patauchos, est sévèrement battu par Pyrrhus ; ce qui accroît le prestige de l’Épirote tandis que Démétrios se voit reprocher par les Macédoniens son goût du faste et son mépris de leur usage. Quand Démétrios tombe dangereusement malade à Pella, Pyrrhus s’avance en toute hâte jusqu’à Édessa. Alors sur le point de perdre la Macédoine, Démétrios recouvre ses forces et le chasse sans peine. C’est alors qu’il entreprend de constituer une flotte afin de mener la guerre en Asie et de restaurer l’empire de son père. Ayant déjà rassemblé une armée considérable d’environ 80 000 fantassins et 12 000 cavaliers, il fait construire une flotte de 500 navires de guerre.
Pour autant la situation de Démétrios reste fragile. Les Diadoques se liguent en effet contre lui qui, maître de la Grèce et de la Macédoine, représente à nouveau une menace. Ptolémée, Séleucos et Lysimaque envoient d’abord des ambassadeurs à Pyrrhus pour le presser d’entrer en Macédoine. Démétrios fait alors face à une puissante coalition. En 289, Ptolémée fait descendre en Grèce une flotte nombreuse et suscite une révolte contre Démétrios, notamment à Athènes. Lysimaque pénètre en Macédoine par la Thrace, tandis que Pyrrhus s’y jette depuis l’Épire. Démétrios laisse son fils en Grèce et vole au secours de la Macédoine. Il défait d’abord Lysimaque à Amphipolis ; mais il apprend bientôt que Pyrrhus s’est emparé de Béroia, ce qui a fortement démoralisé ses troupes. Il juge alors bon de porter son offensive sur Pyrrhus, un étranger à la patrie macédonienne, plutôt que sur Lysimaque, l’illustre sômatophylaque d’Alexandre. Mais il se trompe dans ses conjectures : ses troupes désertent en masse et se rallient à Pyrrhus qui bénéficie déjà d’un grand prestige ; la tente royale est même pillée par les Macédoniens, tandis que Pyrrhus se rend maître du camp. Démétrios doit fuir à Cassandréia alors que son épouse, Phila, se suicide. En 288, la Macédoine est donc partagée entre Lysimaque et Pyrrhus qui obtient lui le titre royal.

### Suite de sa carrière en Asie

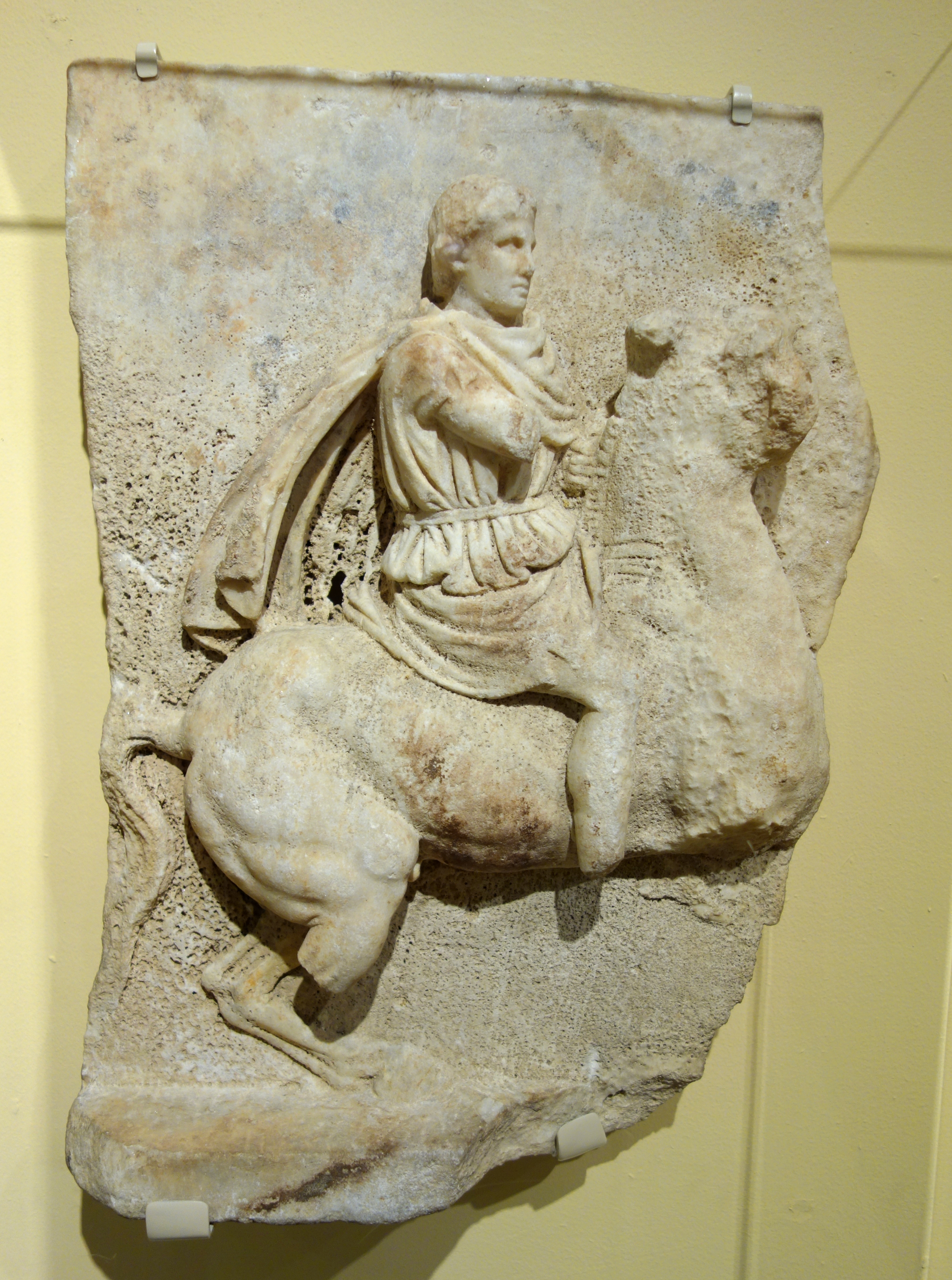
Relief votif du à l'effigie de Démétrios Poliorcète, Fitchburg Art Museum.

#### Départ pour l'Anatolie
Démétrios, qui contrôle encore de nombreux territoires en Grèce, n'a pas pour autant abandonné tout projet de conquête. En 287 av. J.-C. il entreprend une nouvelle fois le siège d'Athènes qui, sous la direction du stratège Olympiodore, s'est révoltée. La cité est secourue par Pyrrhus ; mais ce dernier reconnaît à Démétrios ses possessions de Thessalie et de Grèce (dont Le Pirée, Salamine, Lemnos, Éleusis, Skyros et Imbros qui restent détachées d'Athènes). Il semble que Ptolémée, dont Pyrrhus est l'allié indéfectible, trouve habile de gêner la puissance montante de Lysimaque en suscitant une alliance objective entre Pyrrhus et Démétrios. Après avoir séjourné à Cassandréia, il entreprend de reprendre la domination sur Athènes mais décide de lever le siège, comprenant que son intérêt est plutôt de s'implanter en Asie Mineure. Il rassemble ce qui lui reste de ses navires et de ses troupes (tout de même évaluées à 12 000 fantassins) et fait voile pour l’Asie, dans le dessein d’enlever à Lysimaque la Carie et la Lydie. En 287, il est reçu à Milet par Eurydice, sœur de Phila, et épouse la fille de Ptolémée, Ptolémaïs, qui lui a été promise en mariage dès 300 par l'entremise de Séleucos.
Il prend quelques cités et places fortes, notamment Sardes. Mais Agathoclès, fils de Lysimaque, arrive avec une puissante armée obligeant Démétrios à passer en Phrygie dans l’espoir de s’emparer de l’Arménie et de la Médie. Ne pouvant le vaincre sur le champ de bataille, Agathoclès décide d’affamer les troupes de Démétrios. Une partie de ses troupes est également emportée lors de la traversée du Lycos. Tandis que la peste s’ajoute à la famine, Démétrios, qui a perdu au moins 8 000 hommes, séjourne à Tarse, alors dépendance de Séleucos. Ce dernier hésite sur le sort à réserver au Poliorcète ; il finit par se résoudre à marcher sur la Cilicie à la tête d’une puissante armée. Démétrios se retire alors dans des places fortes du mont Taurus et envoie une ambassade afin de négocier avec Séleucos. Celui-ci lui permet seulement d’hiverner en Cappadoce à condition qu’il donne en otages les principaux de ses amis. Enfermé de toute part, Démétrios se voit obligé de recourir à la force ; il pille la région et mène une guerre d’escarmouches contre Séleucos qui refuse de l’affronter, sachant qu’il ne peut plus compter sur l’aide de Lysimaque. Mais Démétrios tombe gravement malade et la plupart de ses soldats désertent. À peine rétabli au bout de quarante jours, il regroupe ce qui lui reste de ses troupes, franchit les monts Amanus et parvient jusqu’au nord de la Syrie en 286.

#### Chute de Démétrios
Séleucos se met aussitôt à sa poursuite en Syrie ; alors Démétrios s’avance de nuit vers le camp de Séleucos afin de le surprendre. Mais, averti par des transfuges, Séleucos fait sonner l’alarme, forçant la fuite précipitée de Démétrios. Le lendemain, il remporte une victoire sur Séleucos ; mais celui-ci se présente aux mercenaires de Démétrios et les exhorte, avec succès, à passer de son côté. Après ce nouveau revers, Démétrios s’enfuit avec un nombre réduit d’amis et d’officiers à travers les portes Amaniques. Il compte remonter vers les côtes de Cilicie afin de retrouver sa flotte. Mais complètement isolé, il se résout finalement en 285 av. J.-C. à offrir sa reddition à Séleucos. Lysimaque l’encourage à l’exécuter mais Séleucos choisit de l’assigner à résidence à Apamée en Chersonnèse de Syrie. Il est bien traité par Séleucos qui lui assure une existence digne de son rang. Il mande à ses officiers et amis qui lui sont restés fidèles à Athènes et à Corinthe, de conserver les possessions d'Antigone Gonatas en Grèce (Démétrias, Chalcis, Le Pirée, Corinthe). Après une captivité de trois années, il meurt en 283 « d’une maladie causée par la paresse, l’intempérance et les débauches de table ». Après de pompeuses funérailles à Corinthe, son fils transporte l’urne funéraire à Démétrias. C'est Antigone Gonatas qui installe en 277 les Antigonides sur le trône de Macédoine pour un siècle.

## Famille

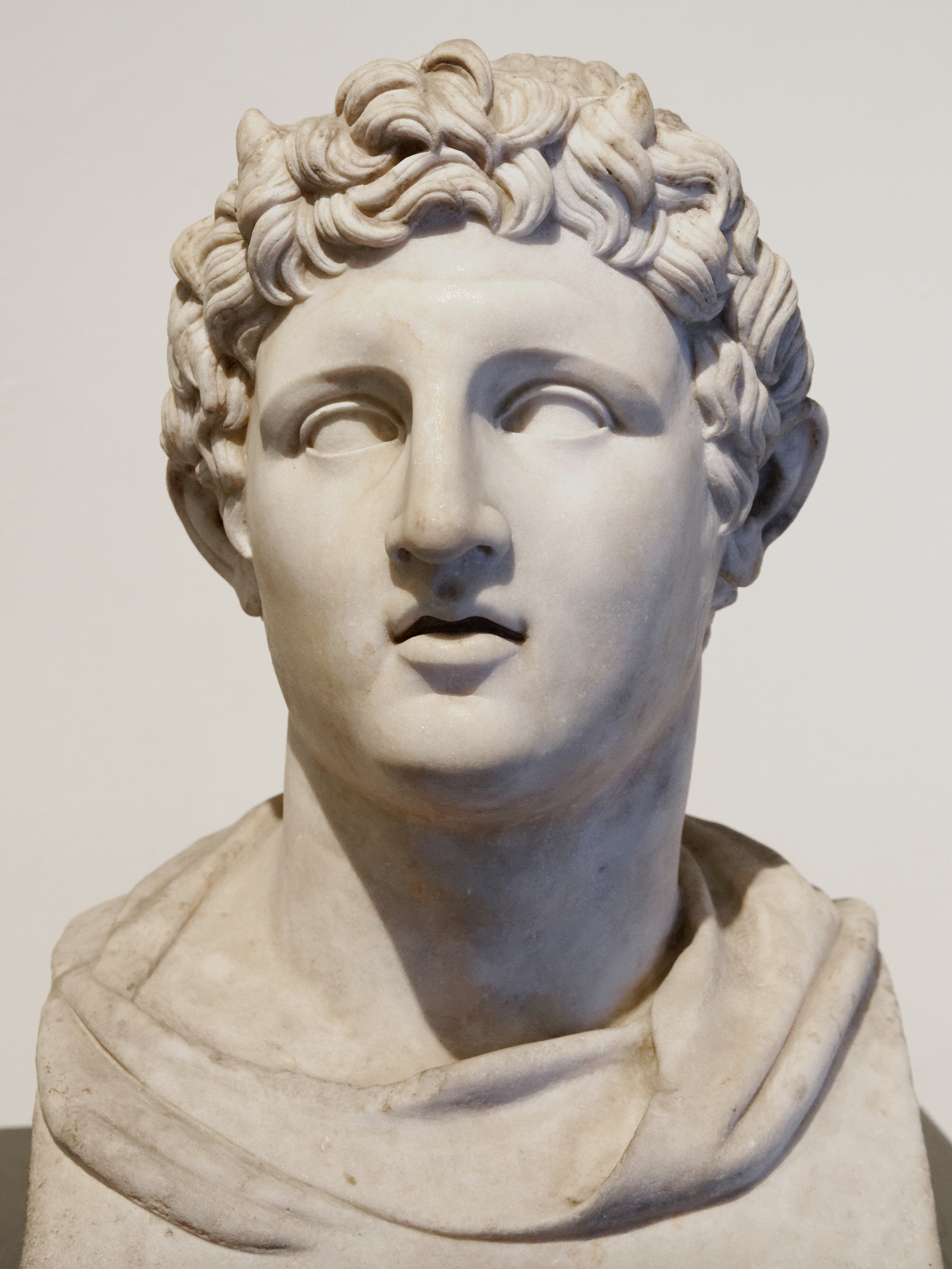
Démétrios divinisé. Sculpture provenant de la Villa des Papyrus à Herculanum.

### Mariage et enfants
Selon Plutarque, Démétrios a eu cinq épouses et au moins six enfants :
- Phila, fille d'Antipater épousée en 321 av. J.-C., avec laquelle l'union dure 33 ans :
  - Antigone II Gonatas, roi de Macédoine,
  - Stratonice, épouse de Séleucos Ier ;

- Une Illyrienne :
  - Démétrios le Grêle (it) ;

- Deidameia, fille d'Éacide roi des Molosses et sœur de Pyrrhus :
  - Alexandre (it) ;
- Eurydice l'Athénienne, veuve d'Ophellas de Cyrène :
  - Corrabos (el) ;

- Ptolémaïs, fiancée avec lui depuis 300, épousée en 287 :
  - Démétrios Kalos (« Le Beau ») ;

Parmi ses nombreuses maîtresses on distingue :
- Lamia, une hétaïre et joueuse de flûte qui a longtemps eu les faveurs de Démétrios[24] et qui lui aurait donné une fille :
  - Phila (it)[25] ;
- Lanassa, fille d'Agathocle, tyran de Syracuse. Elle épouse d'abord Pyrrhus puis le quitte pour Démétrios en 291 à qui elle apporte en dot l'île de Corcyre.